# Robert Harris

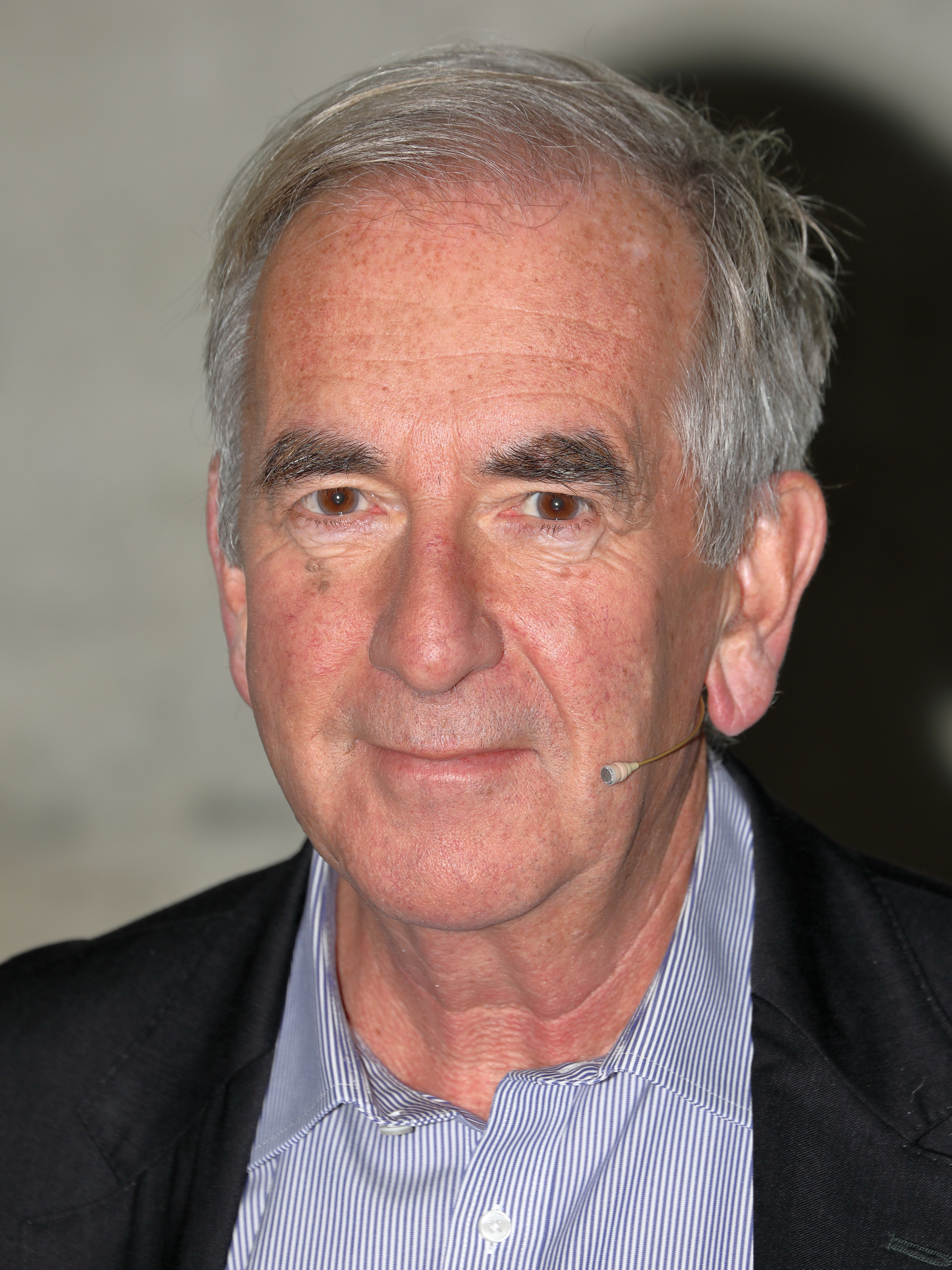
Robert Harris (2024)

Robert Dennis Harris (* 7. März 1957 in Nottingham, England) ist ein britischer Journalist, Sachbuchautor und Schriftsteller. 

## Leben
Robert Harris studierte am Selwyn College der Universität Cambridge englische Literatur. Danach arbeitete er als Reporter bei der BBC, als politischer Redakteur bei der Zeitung The Observer und als Kolumnist beim Daily Telegraph. Zurzeit ist er als ständiger Kolumnist der Sunday Times tätig. Sein erster Roman Fatherland (dt. ‚Vaterland‘) wurde 1992 veröffentlicht. Vaterland spielt 1964 im Berlin eines nationalsozialistischen Deutschlands, das den Zweiten Weltkrieg nicht verloren hat. Vom Schweizer Haffmans Verlag bereits 1992 in deutscher Übersetzung herausgebracht, fand es in Deutschland aufgrund der als problematisch wahrgenommenen Thematik zunächst keinen Verlag. Erst 1994 wurde der Roman vom Heyne Verlag in München als Taschenbuch veröffentlicht.
Vaterland war der erste Bestseller von Robert Harris, übersetzt in 30 Sprachen und mit einer Auflage von mehr als sechs Millionen Stück. Auch in seinen anderen Romanen nahm Harris historische Ereignisse als Grundlage für die Handlung und vermischte Fiktion und Wirklichkeit. So geht es etwa in der Trilogie Imperium, Titan und Dictator um die Lebensgeschichte Ciceros. Harris ist dabei um möglichst große Faktentreue bemüht. Ghost, ein Roman über den Ghostwriter eines Politikers, wurde als Abrechnung mit dem früheren britischen Premierminister Tony Blair gewertet, mit dem Harris lange Zeit befreundet war. Der Regisseur Roman Polański verfilmte den Roman 2010 mit Ewan McGregor als Ghostwriter und Pierce Brosnan in der Rolle des Politikers Adam Lang. Die Drehbuchvorlage für Der Ghostwriter brachte Polański und Harris den Europäischen Filmpreis ein. Nach dem Brexit-Referendum trat Harris der Labour Party bei. Das Buch über die Dreyfus-Affäre The Officer and the Spy verfilmte Polanski im Jahr 2019 unter dem Titel J'accuse unter Beteiligung von Harris als Drehbuchautor. Der Film wurde 2019 in Venedig mit dem Großen Preis der Jury ausgezeichnet.
Harris verkaufte das Drehbuch zu seinem Buch Konklave. Dennoch war er als Produzent an der Entwicklung des Films Konklave von Regisseur Edward Berger beteiligt. Der Film erhielt bei der Oscarverleihung 2025 insgesamt acht Nominierungen wurde schließlich für das Beste adaptierte Drehbuch ausgezeichnet und somit auch Harris Arbeit geehrt. In einem Interview sagte er, dass er nach dem Rechteverkauf gelassen bleibe, da ihm nun keine Gestaltungsfreiheit bleibe. Außerdem habe ihm der Film und besonders die Szenen in der Sixtinischen Kapelle gut gefallen.
Im Jahr 2024 erschien sein neuer Roman Abgrund, in dem es um die Affäre des britischen Premierministers H. H. Asquith (1852–1928) geht. Harris gab an, dass ihn die Affäre interessiert habe. Asquith habe seiner Geliebten Geheimdokumente gezeigt, obwohl er ansonsten ein gewiefter Politiker gewesen sei.
Robert Harris ist verheiratet und hat vier Kinder. Zurzeit lebt er mit seiner Frau Gill Hornby und zwei Kindern in Berkshire. Sein Schwager ist der Schriftsteller Nick Hornby. In der britischen Fernsehserie Hitler zu verkaufen, die auf seinem Sachbuch Selling Hitler beruht, trat Harris in einer Nebenrolle als Reporter auf.

## Auszeichnungen
- 2003: British Press Award
- 2008: International Thriller Award – Best Novel für The Ghost (dt.: Ghost. Heyne, München 2008)
- 2010: Europäischer Filmpreis in der Kategorie Bestes Drehbuch für Der Ghostwriter (gemeinsam mit Roman Polański)
- 2011: César in der Kategorie Bestes adaptiertes Drehbuch für Der Ghostwriter (gemeinsam mit Roman Polański)
- 2014: Walter Scott Prize für An Officer and a Spy
- 2020: César in der Kategorie Bestes adaptiertes Drehbuch für An Officer and a Spy (gemeinsam mit Roman Polański)

## Werke

### Sachbücher
- mit Jeremy Paxman: Eine höhere Form des Tötens. Die geheime Geschichte der B- und C-Waffen. Econ, Düsseldorf 1983, ISBN 978-3-430-14052-2 (Originaltitel: A Higher Form of Killing. Secret Story of Gas and Germ Warfare. 1982. Übersetzt von Gernot Barschke).
  - Erweiterte Neuauflage: Der lautlose Tod. Die Geschichte der biologischen und chemischen Waffen. Heyne, München 2002, ISBN 978-3-453-86570-9.
- Gotcha! The Government, the Media and the Falklands Crisis. Faber & Faber, London 1983, ISBN 978-0-571-13052-8.
- The Making of Neil Kinnock. Faber & Faber, London 1984, ISBN 978-0-571-13267-6.
- Selling Hitler. The Story of the Hitler Diaries. Faber & Faber, London 1986, ISBN 978-0-571-13557-8.
- Good and Faithful Servant. The Unauthorized Biography of Bernard Ingham. Faber & Faber, London 1990, ISBN 978-0-571-16108-9.

### Romane

#### Cicero-Trilogie
- Imperium. Heyne, München 2006, ISBN 3-453-26538-6 (Originaltitel: Imperium. 2006. Übersetzt von Wolfgang Müller).
- Titan. Heyne, München 2009, ISBN 3-453-00158-3 (Originaltitel: Lustrum. 2009. Übersetzt von Wolfgang Müller).
- Dictator. Heyne, München 2015, ISBN 978-3-453-26871-5 (Originaltitel: Dictator. 2015. Übersetzt von Wolfgang Müller).

#### Andere Romane
- Vaterland. Haffmans, Zürich 1992, ISBN 3-251-00209-0 (Originaltitel: Fatherland. 1992. Übersetzt von Hanswilhelm Haefs).
- Enigma. Heyne, München 1995, ISBN 3-8289-6863-5 (Originaltitel: Enigma. 1995. Übersetzt von Christel Wiemken).
- Aurora. Heyne, München 1998, ISBN 3-453-43209-6 (Originaltitel: Archangel. 1998. Übersetzt von Christel Wiemken).
- Pompeji. Heyne, München 2003, ISBN 3-453-87748-9 (Originaltitel: Pompeii. 2003. Übersetzt von Christel Wiemken).[5] (Pompeji: Platz 1 der Spiegel-Bestsellerliste vom 2. Februar bis zum 7. März 2004)
- Ghost. Heyne, München 2007, ISBN 978-3-453-26575-2 (Originaltitel: The Ghost. 2007. Übersetzt von Wolfgang Müller).
- Angst. Heyne, München 2011, ISBN 978-3-453-26704-6 (Originaltitel: The Fear Index. 2011. Übersetzt von Wolfgang Müller).[6]
- Intrige. Heyne, München 2013, ISBN 978-3-453-26878-4 (Originaltitel: An Officer and a Spy. 2013. Übersetzt von Wolfgang Müller).[7]
- Konklave. Heyne, München 2016, ISBN 978-3-453-27072-5 (Originaltitel: Conclave. 2016. Übersetzt von Wolfgang Müller).[8]
- München. Heyne, München 2017, ISBN 978-3-453-27143-2 (Originaltitel: Munich. 2017. Übersetzt von Wolfgang Müller).[9]
- Der zweite Schlaf. Heyne, München 2019, ISBN 978-3-453-27208-8 (Originaltitel: The Second Sleep. 2019. Übersetzt von Wolfgang Müller).[10]
- Vergeltung. Heyne, München 2020, ISBN 978-3-453-27209-5 (Originaltitel: V2. 2020. Übersetzt von Wolfgang Müller).[11]
- Königsmörder. Heyne, München 2022, ISBN 978-3-453-27371-9. (Originaltitel: Act of Oblivion.)
- Abgrund. Heyne, München 2024, ISBN 978-3-453-27372-6. (Originaltitel: Precipice. Random House UK, 2024, ISBN 978-1-5291-5283-8.)

### Kurzgeschichte
- Der Premierminister hat das Wort. In: Nick Hornby (Hrsg.): Speaking with the Angel. Kiepenheuer & Witsch, Köln 2001, ISBN 978-3-462-02977-2 (Originaltitel: PMQ. 2000. Übersetzt von Clara Drechsler).

### Drehbücher
- Pompeji. 2007 (nicht verfilmt).
- mit Roman Polański: The Ghost Writer. 2008 (siehe Adaptionen/Spielfilme).
- mit Roman Polański: Intrige (J’accuse). 2019 (siehe Adaptionen/Spielfilme).

## Adaptionen

### Spielfilme
- Vaterland. Originaltitel: Fatherland, USA 1994, Regie: Christopher Menaul, 1 h 46 min, FSK 16 (mit Rutger Hauer, Miranda Richardson, Peter Vaughan u. a.).
- Enigma – Das Geheimnis. Originaltitel: Enigma, UK/USA/D/NL 2001, Regie: Michael Apted, 1 h 59 min, FSK 12 (mit Dougray Scott, Kate Winslet, Matthew Macfadyen u. a.).
- Die rote Verschwörung. Originaltitel: Archangel, UK 2005, Regie: Jon Jones, 1 h 52 min, FSK 16 (mit Daniel Craig, Yekaterina Rednikova, Gabriel Macht u. a.).
- Der Ghostwriter. Originaltitel: The Ghost Writer, F/D/UK 2010, Regie: Roman Polański, 2 h 8 min, FSK 12 (mit Ewan McGregor, Pierce Brosnan, Kim Cattrall u. a.).
- Intrige. Originaltitel: J’accuse, F 2019, Regie: Roman Polański, 2 h 12 min, (mit Jean Dujardin, Louis Garrel, Emmanuelle Seigner, Mathieu Amalric u. a.).
- München – Im Angesicht des Krieges. Originaltitel: Munich – The Edge of War, UK 2021, Regie: Christian Schwochow, 2 h 9 min (mit Jeremy Irons, George MacKay, Jannis Niewöhner u. a.)
- Konklave. Originaltitel: Conlave, USA und UK 2024, Regie: Edward Berger, 2 h (mit Ralph Fiennes und Stanley Tucci u. a.).

### Fernsehserie
- Hitler zu verkaufen. Originaltitel: Selling Hitler, UK 1991, Regie: Alastair Reid, 5 Episoden à 1 h (mit Jonathan Pryce, Alexei Sayle, Alison Doody u. a.)
- The Fear Index, UK 2022, Regie: David Caffrey, 4 Episoden, mit Josh Hartnett und Arsher Ali

### Hörspiele
- Pompeji. Der Hörverlag 2006, Bearbeitung und Regie: Sven Stricker, 2 CDs, 2 h 13 min, ISBN 978-3-89940-879-9 (mit Andreas Fröhlich, Peter Fricke, Patrick Bach, Christian Redl, Céline Fontanges u. a.).
- Der zweite Schlaf. Hessischer Rundfunk, Der Hörverlag 2020, Regie: Leonhard Koppelmann

### Hörbücher
Cicero-Trilogie:
- Imperium. Random House Audio 2006, gelesen von Christian Berkel, 6 CDs, 6 h 38 min, ISBN 978-3-86604-327-5.
- Titan. Random House Audio 2009, gelesen von Hannes Jaenicke, 6 CDs, 7 h 4 min, ISBN 978-3-8371-3187-1.
- Dictator. Random House Audio 2015, gelesen von Frank Arnold, 6 CDs, 7 h 45 min, ISBN 978-3-8371-3169-7.
  - auch ungekürzt als Download erhältlich, 16 h 6 min.

andere Romane:
- Enigma. Heyne Hörbuch 1999, gelesen von Wolf Schneider, 5 CDs, 5 h 41 min, ISBN 978-3-453-16583-0.
  - auch ungekürzt als Download erhältlich, Random House Audio 2012, gelesen von Karlheinz Tafel, 14 h 9 min.
- Ghost. Random House Audio 2007, gelesen von Hannes Jaenicke, 6 CDs, 6 h 38 min, ISBN 978-3-86604-706-8.
- Pompeji. Random House Audio 2011, ungekürzt gelesen von Karlheinz Tafel, 12 h 34 min, nur als Download erhältlich.
- Angst. Random House Audio 2011, gelesen von Hannes Jaenicke, 1 MP3-CD, 6 h 53 min, ISBN 978-3-8371-2101-8.
  - auch ungekürzt als Download erhältlich, 9 h 58 min.
- Aurora. Random House Audio 2012, ungekürzt gelesen von Karlheinz Tafel, 14 h 57 min, nur als Download erhältlich.
- Vaterland. Random House Audio 2012, ungekürzt gelesen von Karlheinz Tafel, 3 MP3-CDs, 13 h 10 min, ISBN 978-3-8371-1602-1.
- Intrige. Random House Audio 2013, gelesen von Hannes Jaenicke, 6 CDs, 6 h 53 min, ISBN 978-3-8371-2178-0.
  - auch ungekürzt als Download erhältlich, 16 h 22 min.
- Konklave. Random House Audio 2016, gelesen von Frank Arnold, 1 MP3-CD, 7 h 45 min, ISBN 978-3-8371-3988-4.
  - auch ungekürzt als Download erhältlich, 10 h 13 min.